# Penis des Menschen
Der Penis des Menschen, genannt auch männliches Glied des Menschen, ist neben dem Hodensack eines der äußeren Geschlechtsorgane des Mannes. In seiner Anatomie ist er ein typischer Penis der Säugetiere. Der Penis ist das männliche Begattungsorgan und dient außerdem dem Ausscheiden des Urins. Bei der Entwicklung der Geschlechtsorgane geht der Penis des Mannes wie auch die Klitoris der Frau aus dem Genitalhöcker hervor.
Der Penis des Menschen hat – anders als bei den meisten Säugetieren und Primaten – keinen Penisknochen.

## Anatomie

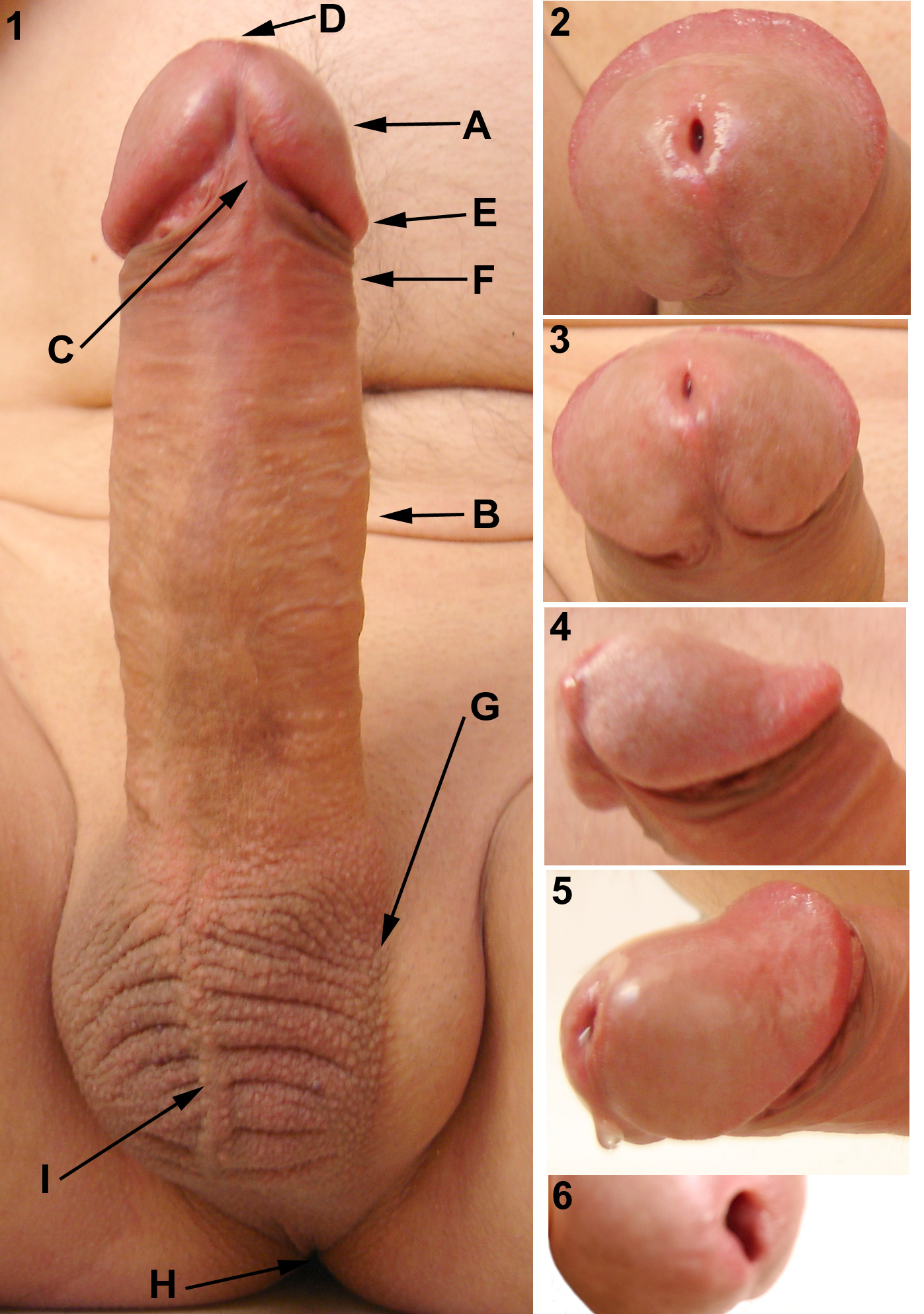
Äußere anatomische Strukturen des menschlichen Penis:
A = Eichel (Glans penis)
B = Penisschaft (Corpus penis)
C = Vorhautbändchen (Frenulum praeputii)
D = äußerer Harnröhrenausgang (Meatus uretrae externus)
E = Eichelrand (Corona glandis)
F = Penisvorhaut (Praeputium)
G = Hodensack (Skrotum)
H = After (Anus)
I = Verwachsungsnaht (Raphe perinei)
5 = Bild 5 zeigt einen Lusttropfen (Präejakulat)

Der Ursprungsbereich wird Peniswurzel (Radix penis) genannt. Diese ist am Becken über Muskeln und Bänder befestigt. Der sich anschließende Penisschaft (Corpus penis) geht am vorderen Ende in die Eichel (Glans penis) über. An der Eichel finden sich oft sogenannte Hornzipfel, die keine Erkrankung darstellen.
Die Eichel ist von der schützenden Penisvorhaut (Praeputium penis) umgeben. Diese besitzt eine Hautfalte zur Unterseite des Penis, das Vorhautbändchen (Frenulum praeputii). Die Eichel und das innere Blatt der Vorhaut sondern Zellen und Talg ab, die bei mangelhafter Hygiene mit Resten von Urin das Smegma bilden. An der Unterseite des Penis verläuft bis zum Hodensack die Penisnaht.
Erigierte Penisse sind oft leicht oder stärker gekrümmt, was eine natürliche Variation darstellt. Diese Penisdeviation kann in jeder Richtung vorliegen. Kombinierte Biegungen eines Penis in verschiedene Richtungen sind nicht selten (s-förmig, wendelförmig). Wenn die Penisdeviation den Geschlechtsakt behindert, kann sie behandlungsbedürftig sein.

### Schwellkörper
Der Penis enthält drei Schwellkörper. Die zwei Schwellkörper an der Oberseite werden als Penisschwellkörper (Corpora cavernosa penis) bezeichnet. Sie verwachsen zur Mitte hin miteinander und sind nur durch ein Septum penis voneinander getrennt. Ein weiterer Schwellkörper, der Harnröhrenschwellkörper (Corpus spongiosum penis), verläuft an der Unterseite und setzt sich in der Eichel als Eichelschwellkörper (Corpus spongiosum glandis) fort. Im Harnröhrenschwellkörper verläuft der Penisteil der Harnröhre. Bei sexueller Erregung füllen sich die Schwellkörper mit Blut, wodurch der Penis größer und hart wird, es kommt zur Erektion („Aufrichtung“, „Versteifung“). Für die Versteifung sorgen vor allem die Penisschwellkörper.

### Muskeln
Die Muskeln des Penis sind der Musculus bulbospongiosus und der Musculus ischiocavernosus. Sie verankern ihn am knöchernen Becken, verstärken durch Abschnürung der Abflussvenen und Kompression der Schwellkörper an ihrer Basis die Erektion – insbesondere während der abschließenden Versteifungs-Phase (englisch rigid-erection phase)  – und unterstützen die Ejakulation des Spermas durch rhythmische Kontraktionen.

### Gefäße
Die Blutversorgung erfolgt über drei Endäste der Arteria pudenda interna: Die Penisrückenarterie (Arteria dorsalis penis) zieht auf der Oberseite des Penis bis zur Eichel, die tiefe Penisarterie (Arteria profunda penis) verläuft im Penisschwellkörper und ist für die Erektion wichtig, während die Arteria bulbi penis die Verdickung des Harnröhrenschwellkörpers (Bulbus penis) versorgt. Der vierte Endast ist die Harnröhrenarterie (Arteria urethralis), die neben dem Harnröhrenschwellkörper liegt und die Harnröhre (Urethra) mit arteriellem Blut versorgt. Alle diese Arterien sind paarig angelegt, das heißt, dass sie auf der rechten und linken Seite des Penis „spiegelverkehrt“ angelegt sind.

### Nerven
Die sensible Innervation der Eichel erfolgt über den Nervus dorsalis penis. Die Penishaut und die Vorhaut werden über den Ramus genitalis des Nervus genitofemoralis innerviert. Die Schwellkörper und Blutgefäße werden über das vegetative Nervensystem gesteuert. Dessen parasympathische Anteile lösen eine Erektion aus und verlaufen in den Nervi splanchnici pelvici aus dem Kreuzabschnitt des Rückenmarks.

### Nervenendigungen
Der Penis, insbesondere die Vorhaut und die Eichel, ist mit zahlreichen sensorischen Nervenendigungen ausgestattet. Die Vorhaut enthält neben freien Nervenendigungen eine große Anzahl an spezialisierten Nervenendigungen (auch korpuskuläre Nervenendigungen, korpuskuläre Rezeptoren oder Mechanorezeptoren genannt) einschließlich Meissner-Tastkörperchen, Merkel-Körperchen und Vater-Pacini-Körperchen. Diese sind für die Wahrnehmung feiner Berührungsreize wie leichter Berührungen oder Vibrationen verantwortlich. Im Verhältnis zur Vorhaut ist die Eichel relativ arm an spezialisierten Nervenendigungen und enthält überwiegend freie Nervenendigungen.

## Erektion und Samenerguss
Durch mechanische Reize, insbesondere durch Selbstbefriedigung (Masturbation) oder Geschlechtsverkehr, oder auch durch psychische Reize (sexuelle Erregung) erfolgt eine Versteifung und Aufrichtung (in vielen Fällen auch Zunahme von Länge und Umfang) des Penis, die sogenannte Erektion (von lateinisch erectio, „Aufrichtung“). Die Erektion wird hervorgerufen durch Steigerung des Blutzuflusses und Drosselung des Blutabflusses in den Schwellkörpern und stellt eine Voraussetzung für den Vollzug des normalen Geschlechtsverkehrs dar.
Bei fortgesetzter mechanischer Stimulation oder durch anhaltende psychische Erregung kommt es schließlich zum Samenerguss (Ejakulation, von lateinisch ē-iaculari, „auswerfen, herausschleudern“), bei dem Sperma stoßweise aus der Harnröhre freigesetzt wird. Dies geschieht durch rhythmische Kontraktionen der Muskulatur des Samenleiters, der Samenblase, der Schwellkörper und des Beckenbodens. In der Regel ist der Samenerguss mit einem Orgasmus, dem psychischen Höhepunkt des Sexualempfindens, verbunden, wobei umgekehrt ein Orgasmus auch ohne Samenerguss möglich ist.
Auch im Schlaf kann es ohne aktives Zutun zu unbewussten, unwillkürlichen Erektionen und zum Samenerguss kommen (Pollution).

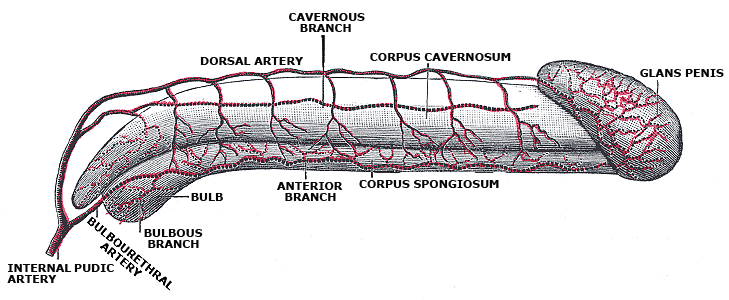
Gefäßsystem des Penis
- Video: Anatomie und Erektion des Penis
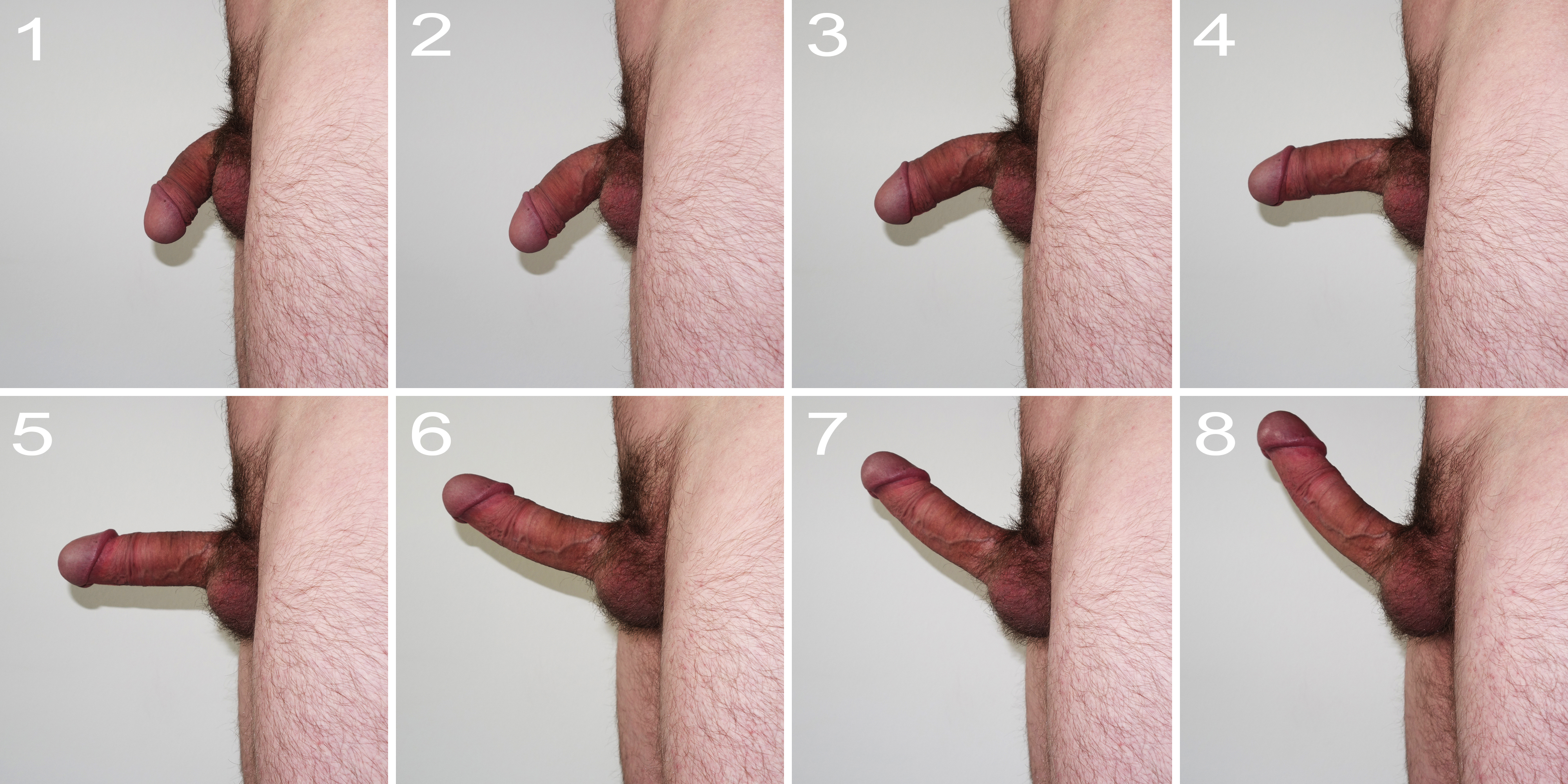
Entwicklung der männlichen Erektion über verschiedene Phasen
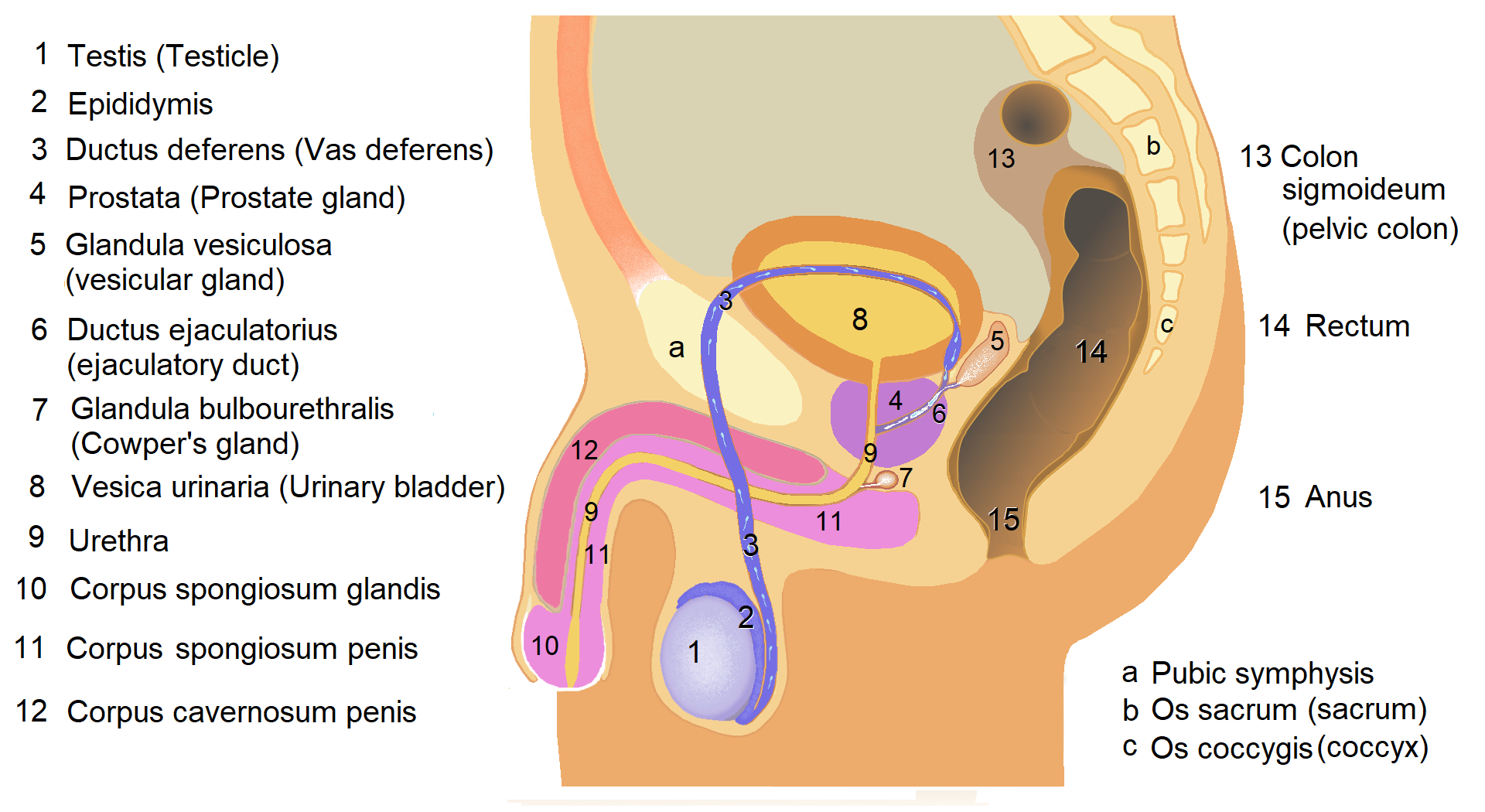
Anatomie der Kanäle der Samenflüssigkeiten. Weiteres Bildmaterial hier:[5] (Siehe auch: Operationen bei Prostatavergrößerung)
Anatomie der Ejakulation

## Größe

### Länge
Die durchschnittliche Länge eines erigierten Penis beträgt nach verschiedenen Untersuchungen 12,9 bis 15 Zentimeter. In Studien wurden geringe bis hohe Relationen zwischen der Körpergröße und der Penisgröße nachgewiesen.
Bei einer 2021 veröffentlichten Übersichtsarbeit wurden acht Studien mit insgesamt 1020 Teilnehmern ausgewertet; alle Messungen wurden durch medizinisches Fachpersonal durchgeführt. Festgestellt wurde eine durchschnittliche Länge des erigierten Penis von 13,76 Zentimetern.
Bei einer 2015 im BJU International veröffentlichten systematischen Übersichtsarbeit wurden Daten aus verschiedenen Studien ausgewertet; alle Messungen wurden von medizinischem Fachpersonal vorgenommen. Die durchschnittliche Penislänge lag im schlaffen Zustand bei 9,16 Zentimetern (16 Studien, 10.704 Probanden), im langgezogenen Zustand bei 13,24 Zentimetern (17 Studien, 14.160 Probanden) und im erigierten Zustand bei 13,12 Zentimetern (vier Studien, 692 Probanden).
Bei einer Studie 2001 wurde der langgezogene, nicht erigierte Penis (Penisoberseite von Schambein bis Eichelspitze) von 3300 italienischen 17- bis 19-Jährigen vermessen. Dabei wurde ein Median von 12,5 cm festgestellt mit einem ersten Dezil von 9 cm bzw. und einem neunten Dezil von 15 cm.

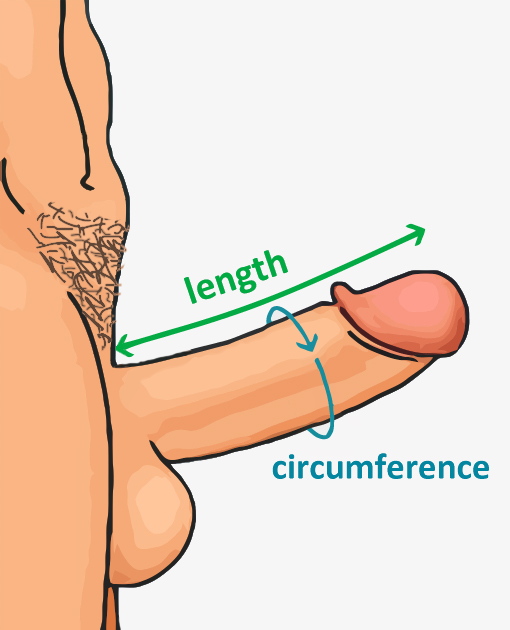
Bemessung von Länge und Umfang
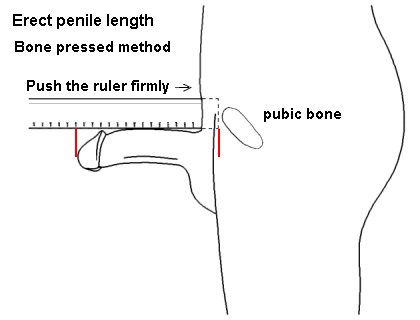
Penisoberseite von Schambein bis Eichelspitze
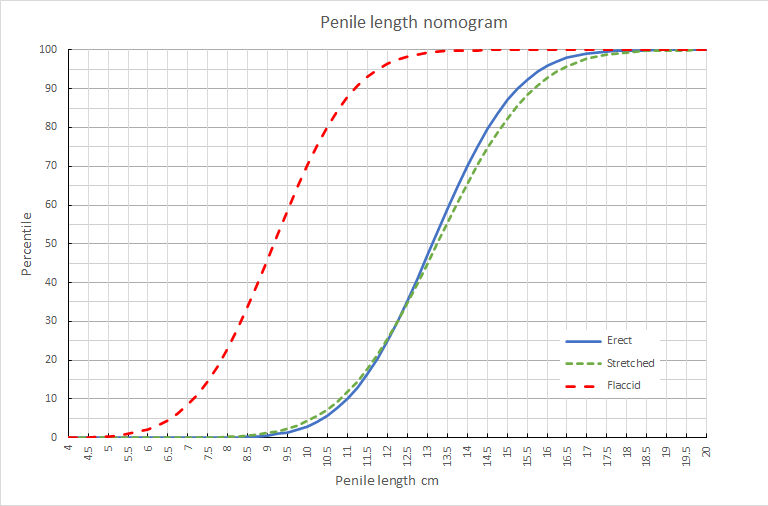
Nomogramm der Längenverteilung
Verteilung der Penisgrößen. Erigierte Penisse (grün) sind zu 45 % zwischen 12 und 14 cm lang und haben zu 81 % einen Umfang zwischen 10 und 13 cm.

### Breite, Dicke, Umfang, Durchmesser
Bei einer Studie im Jahr 2001 betrug bei 111 deutschen 18- bis 19-Jährigen der Durchmesser des erigierten Penis an der Basis 3 bis 5 cm, durchschnittlich 3,95 cm mit Standardabweichung von 0,38 cm, der Durchmesser an der Eichel 2,6 bis 4,5 cm, durchschnittlich 3,49 cm mit einer Standardabweichung von 0,35 cm. 300 Personen in Mexiko hatten 2001 einen Durchmesser des erigierten Penis von durchschnittlich 4,01 cm mit Standardabweichung 0,42 cm.
Der Umfang ist der Durchmesser mal der Kreiszahl Pi: Nach vorgenannter Studie haben 90 % der Penisse einen Umfang von 9,2 bis 14,8 cm, der Median liegt bei 12,5 cm, das 90-Prozent-Perzentil bei 15 cm, das 99-Prozent-Perzentil bei 17,5 cm.
Kondome haben auf der Verpackung eine „nominelle Breite“ aufgedruckt, diese ist theoretisch „Umfang geteilt durch 2“ oder auch „Durchmesser geteilt durch 2 mal Pi“. Die meisten Kondome haben eine Standardbreite von 52 mm, was einem Penisumfang von 10,4 cm und einem Durchmesser von 3,3 cm entspricht. Kondome werden in den nominellen Breiten 49 bis 72 mm angeboten.

### Größe und die Entsprechung der weiblichen Genitalien
Der sensibelste Bereich der weiblichen Genitalien beinhaltet die Klitoris und die Gräfenberg-Zone im vorderen Bereich der Vagina. Die Vagina ist bei erwachsenen Frauen etwa 8 bis 12 cm lang.

## Fehlbildungen und Erkrankungen

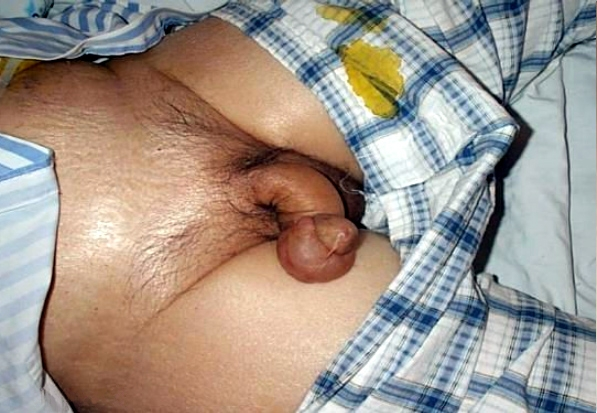
Ein durch das Zytokin Interleukin-11 verursachtes Penisödem, als Folge eines Vascular-Leak-Syndroms

Die Unfähigkeit zur Erektion wird heute als erektile Dysfunktion (allgemein Impotenz) bezeichnet. Sie ist aber nicht mit Orgasmusunfähigkeit gleichzusetzen. Alle nicht-penetrierenden sexuellen Betätigungen mit dem Penis sind ohne (ausreichende) Erektion zumeist möglich. Häufiges Radfahren kann durch Druck des Sattels auf die Peniswurzel und ihre empfindlichen Nerven zu erektilen Dysfunktionen führen. Dies kann durch geeignete Sattelformen und eine sportliche Fahrweise verhindert werden. Mittels Potenzmitteln kann versucht werden, der erektilen Dysfunktion entgegenzuwirken.
Ein Priapismus (krankhafte Dauererektion von mehr als zwei Stunden) kann über Tage hinweg zu einem dauerhaften Verlust der Fähigkeit zur Erektion führen. Verursacht werden kann dies unter anderem durch falsche Anwendung von Medikamenten wie Viagra oder durch Drogen wie Kokain, aber auch durch Gerinnungsstörungen.

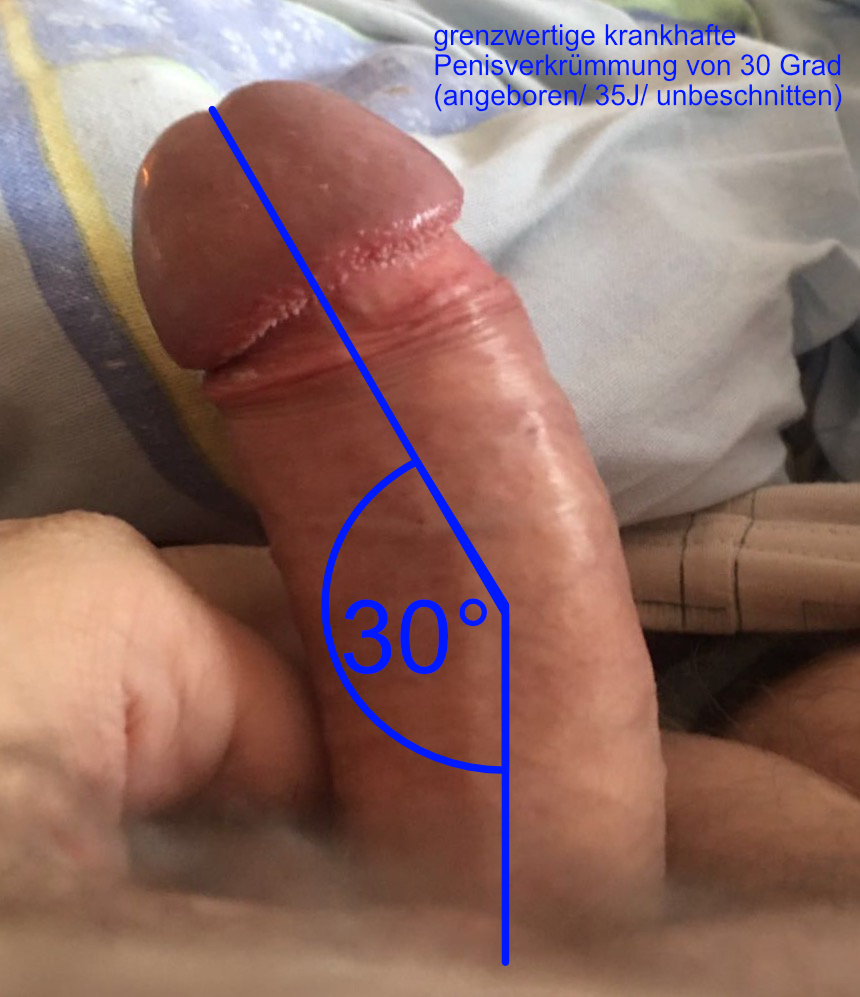
Penis, 35 Jahre, unbeschnitten, 30 Grad gekrümmt, angeboren, bereits krankhaft

Wenn der Penis im erigierten Zustand eine starke Krümmung aufweist, spricht man von einer Penisdeviation. Sie kann beispielsweise durch Bindegewebswucherungen im Schwellkörper (Induratio penis plastica) entstehen. Solche starken Verkrümmungen, die den Geschlechtsverkehr unmöglich machen können, können operativ begradigt werden. Eine Krümmung ab 30 Grad wird als krankhaft betrachtet.

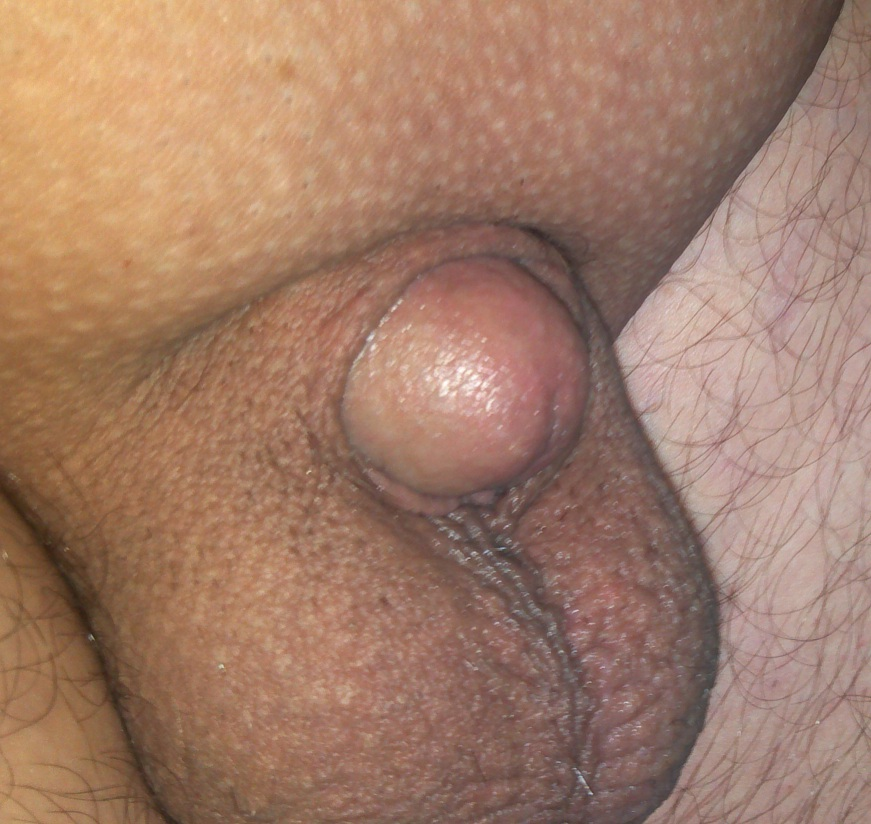
Mikropenis

Als Mikropenis wird ein anatomisch ungewöhnlich kleiner Penis bezeichnet, er stellt eine Form von Hypogenitalismus (Unterentwicklung der Geschlechtsorgane) dar. Der Mikropenis wird zu den penilen Krankheiten oder den Intersex-Syndromen gerechnet. Vom Mikropenis zu unterscheiden ist der sogenannte Buried Penis (deutsch: vergrabener Penis), der bei stark adipösen Männern auftritt: In diesem Fall befindet sich ein Großteil des Penis in den Fettschichten des umgebenen Gewebes, so dass äußerlich nur ein kleiner Teil des ansonsten sichtbaren Bereichs erkennbar ist. Ebenfalls äußerst selten ist die Diphallie, eine angeborene Doppelfehlbildung des Penis.
Entzündungen der Eichel nennt man Balanitis. Bei einigen Männern bilden sich auf dem Eichelkranz sogenannte Hirsuties papillaris, in der Regel ungefährliche, jedoch oft als störend empfundene Papeln.
Bei einer Verengung der Vorhaut (Phimose) kann diese nicht über die Eichel zurückgeschoben werden. Im Kindes- und Jugendalter ist eine Verengung und Verklebung der Vorhaut mit der Eichel normal (physiologische Vorhautverklebung und -enge oder physiologische Phimose). Die Vorhaut weitet und löst sich von der Eichel in der Regel bis zum Abschluss der Pubertät.
Als Frenulum breve bezeichnet man eine Verkürzung des Vorhautbändchens.
Das Peniskarzinom („Peniskrebs“) ist eine relativ seltene Krebserkrankung des Penis, die meist nach dem 60. Lebensjahr auftritt. Penisödeme können durch eine Vielzahl von Erkrankungen und äußere Einwirkungen hervorgerufen werden. Als Penisatrophie bezeichnet man den krankhaften Gewebeschwund (Atrophie) des Penis. Dies ist eine relativ häufige, unerwünschte Folgeerscheinung einer Prostatektomie. Der Penis kann (etwa nach einem Schlaganfall) ein chronisches Schmerzsyndrom verursachen.

Durch mechanische Überbeanspruchung des erigierten Penis (abknicken, verbiegen) kann es zu einer Ruptur des Schwellkörpers (Penisruptur) kommen. Die dadurch verursachte starke Blutung bedarf der sofortigen medizinischen Behandlung.
Vor allem bei einem Frenulum breve kann es beim Geschlechtsverkehr zu einem Riss des Vorhautbändchens (Frenulum) kommen. Durch unsachgemäße Masturbation kann es auch zu anderen Verletzungen oder gar Verstümmelungen kommen. Typisch sind hier vor allem Verletzungen der Harnröhre durch das Einführen von Fremdkörpern (→ autoerotischer Unfall).
Ein Paraffinom des Penis ist eine schwerwiegende, in Mitteleuropa mittlerweile äußerst seltene Erkrankung, die durch die subkutane Injektion von Paraffinen oder Vaseline – vor allem zum Zweck der Penisvergrößerung – hervorgerufen wird.
Im Jahre 2006 vollzogen chinesische Ärzte die erste chirurgisch erfolgreiche Penistransplantation, die jedoch nach zwei Wochen wegen „schwerer psychologischer Probleme des Patienten und seiner Frau“ wieder rückgängig gemacht wurde. Mitte März 2015 gab das Tygerberg-Krankenhaus in Kapstadt (Südafrika) die volle Funktionsfähigkeit nach einer Transplantation vom 11. Dezember 2014 bekannt. Durchgeführt wurde die neunstündige Operation von Frank Graewe, Leiter der Plastischen Chirurgie, und André van der Merwe, Leiter der Urologie an der Universität Stellenbosch. Der ursprüngliche Penis des 21-Jährigen hatte drei Jahre zuvor nach einer Infektion infolge einer schlecht ausgeführten traditionellen Beschneidung amputiert werden müssen.

## Kosmetisch-operative Veränderungen

### Beschneidung
Die Zirkumzision (von lateinisch circumcidere „ringsum schneiden“) oder Beschneidung ist die teilweise oder vollständige Entfernung der männlichen Vorhaut. Gründe für die Beschneidung sind neben medizinischen Indikationen, wie vor allem der angeborenen oder erworbenen Vorhautverengung (Phimose), häufig kultureller oder religiöser Natur. Die Zirkumzision gilt als der weltweit am häufigsten durchgeführte chirurgische Eingriff. Schätzungsweise sind etwa ein Drittel bis 39 % Prozent der männlichen Weltbevölkerung beschnitten.
In Cottbus betrug nach einer Untersuchung von 2013 auf der Grundlage von 10.000 Fragebögen von 2005 der Anteil der Beschnittenen 6,7 %.  Im Rahmen des bundesweit repräsentativen Kinder- und Jugendgesundheitssurveys (KiGGS) wurde festgestellt, dass bei 10,9 % der Jungen eine Beschneidung durchgeführt wurde.

### Subinzision
Mit Subinzision wird die teilweise oder vollständige Spaltung der Unterseite des Penis entlang der Harnröhre bezeichnet. Diese Praxis geht auf Aborigines in Australien zurück, die sie im Rahmen einer Initiationszeremonie am Übergang zum Erwachsenenalter durchführten.

### Piercing

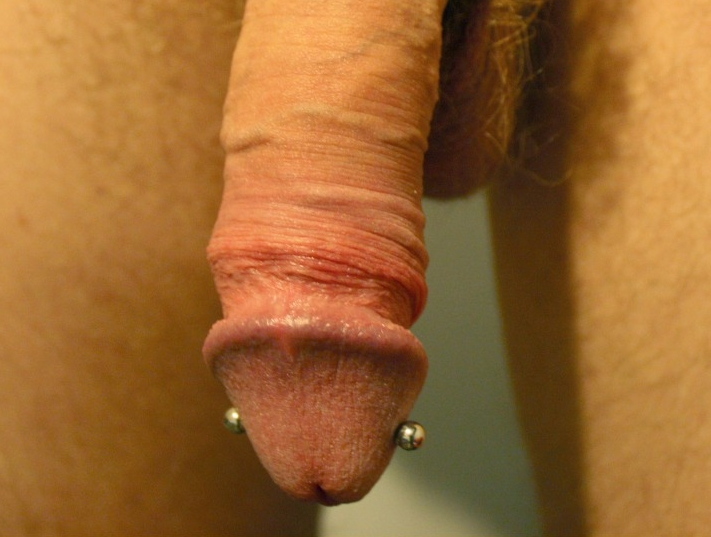
Intimschmuck in Form eines Ampallang-Piercings

Beim Piercing wird das Gewebe des Penis durchstochen, um Piercingschmuck anzubringen. Dies kann an unterschiedlichen Stellen und durch unterschiedliche Strukturen wie die Eichel, das Frenulum oder die Vorhaut erfolgen. Die Gründe für das Stechen eines Piercings sind kultureller Natur. Dies gilt vor allem für die durch die Glans Penis verlaufenden Piercings Ampallang und Apadravya. Diese Piercings haben eine lange Tradition bei den Dayak sowie anderen Ethnien der Insel Borneo und werden im altindischen Kamasutra empfohlen. Seit dem späteren 20. Jahrhundert finden Intimpiercings im westlich-europäischen Kulturkreis zunehmend Verbreitung.

### Penisvergrößerung
Zur Vergrößerung des menschlichen Penis werden diverse Methoden genannt, von Medikamenten, Massagetechniken bis hin zu chirurgischen Eingriffen, von denen die meisten jedoch keine nachgewiesene medizinische Wirksamkeit haben. Einzig die chirurgischen Eingriffe sind erwiesenermaßen wirksam; sie können die Erwartungen aber nicht immer erfüllen.

## Kulturgeschichte und Gesellschaft

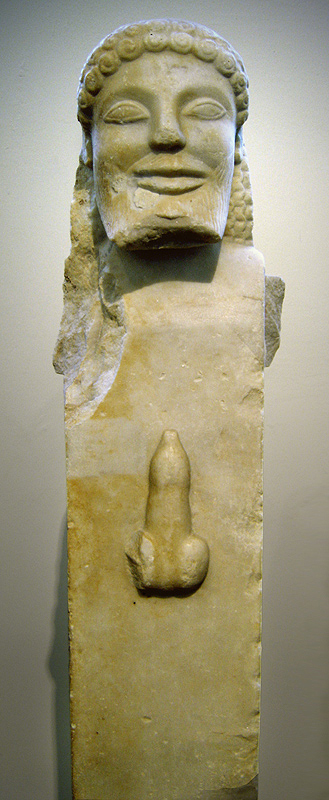
Herme mit Phallusdarstellung, antikes Griechenland, 520 v. Chr.

Als Sexual- und Zeugungsorgan war der Penis in vielen Kulturen ein Symbol für Fruchtbarkeit und männliche Macht. Spätestens seit der Altsteinzeit finden sich Darstellungen von Schamanen, die mit Masken und übergroß dargestellten Penissen Tänze durchführen.
In den Phalluskulten verschiedener Kulturen galt der erigierte Penis als Zeichen von Leben, Kraft und Fruchtbarkeit, seine Nachbildungen werden als Ithyphalli bezeichnet. Phallos-Kulte bzw. ihre Überreste davon finden sich bis in die Neuzeit, so zum Beispiel in Fruchtbarkeitsritualen bei Ackerbau und Viehzucht treibenden indigenen Völkern (zum Beispiel am Amazonas in Brasilien oder in der Pueblo-Kultur im Südwesten Nordamerikas), aber auch im Shintoismus als Sake-no-kami und besonders im Hinduismus als Lingam.
In der griechisch-römischen Antike gab es einen ausgeprägten Phalluskult. In Europa gilt der Maibaum als ein ithyphallischer Überrest. Für die zahlreichen kultischen Setzungen von aufrechten Steinsäulen in Europa und Afrika wird ebenfalls eine phallische Bedeutung angenommen. Besonders im Volksglauben finden sich Amulette und ähnliche Objekte, denen zum Beispiel Kräfte als Abwehrzauber gegen den bösen Blick oder als Glücksbringer nachgesagt wurden.
Aus unterschiedlichen Kulturen und Epochen finden sich Positionen zur Erektion. So schrieb Leonardo da Vinci über „das eigene Empfinden und einen vom Menschen unabhängigen Verstand“ des Penis. Augustinus von Hippo führte gleichsam mit der sexuellen Lust auch explizit die Erektion auf den Sündenfall im Paradies zurück.
Bei einigen im Alltag unbekleidet gehenden indigenen Gesellschaften finden sich Zeugnisse über Vermeidungstechniken dieser oft mit Scham verbundenen Körperreaktion, so bei den Nambikwara und den Kwoma (Neuguinea), wo Knaben im frühen Alter die Kontrolle über die sichtbare Erektion durch Bestrafung und Beschämung beigebracht wird. Ebenso wenig toleriert die traditionelle Nudistenbewegung, zu deren Grundsätzen laut Richard Ungewitter die Abgrenzung von Nacktheit zur Erotik zählte, sichtbare Erektionen. Vielmehr sind diese meist mit Tabu und Ächtung belegt. In diesem Zusammenhang wird in der vereinsgebundenen Freikörperkultur (FKK) oft auf die Scham der pubertierenden Knaben geachtet, so bereits 1923 bei der „Orthopädischen Nacktgymnastik“ Adolf Kochs, wo die 10- bis 14-jährigen Mädchen nackt waren, die Knaben jedoch Badehosen trugen.
Früher trugen bei einigen Naturvölkern die Männer ein Penisfutteral. Dies ist ein langes, spitz zulaufendes Rohr oder ein Beutel, der den Penis des Tragenden verdecken soll. Heute wird es fast ausschließlich zu traditionellen Anlässen getragen. In Europa war im 15. und 16. Jahrhundert bei Männern die Schamkapsel, ein auffällig gestalteter Hosenlatz, Mode. Bei Ritterrüstungen war die Genitalkapsel abnehmbar.

## Begriffe
Weitere Bezeichnungen für den Penis lauten: (männliches) Glied oder – für den erigierten Zustand –  Phallus. Die alte, auch für Schwanz, Rute und Schweif gebräuchlich gewesene Bezeichnung Zagel wird nur noch mundartlich verwendet. Der umgangssprachliche eher im norddeutschen verbreitete Begriff Pimmel leitet sich wahrscheinlich von „Pümpel“ für den Stößel beim Mörser her. Weitere, auch im Duden erwähnte Synonyme der Umgangssprache, sind beispielsweise Dödel, Schniedel, Riemen, Jonny, Rüssel, Johannes oder das verniedlichende Schniedelwutz. Lateinisch wird das männliche Glied auch als Mentula bezeichnet. Medizinisch heißt der Penis auch Membrum virile (lat. für „männliches Glied“), das Glied des Kindes heißt Membrum puerile (lat. für „Glied des Knaben“). Die Gesamtheit von Penis und Hodensack wird auch Gemächt genannt.
Speziell für den erigierten Penis gibt es eine Vielzahl weiterer Bezeichnungen, so wird er salopp „Latte“ oder umgangssprachlich „Ständer“ genannt, letzteres stellt laut Duden ein Synonym für Erektion dar. Weitere Begriffe sind u. a. Anschwellung, Aufrichtung, Versteifung und Steifer.